# Conus regius
Conus regius (nomeada, em inglês, Crown Cone; na tradução para o português, "Conus coroa) é uma espécie de molusco gastrópode marinho predador do gênero Conus, pertencente à família Conidae. Foi classificada por Johann Friedrich Gmelin, em 1791, na obra Systema Naturae (ed. 13, p. 3379). É nativa do oeste do oceano Atlântico; no sul da Flórida, Florida Keys e Mar do Caribe, indo do noroeste da América do Sul até a costa do estado de São Paulo, Brasil; incluindo as ilhas de Fernando de Noronha, Atol das Rocas, Trindade e Martim Vaz. Espécies de moluscos Conidae, no Indo-Pacífico, são potencialmente perigosas ao homem, por apresentar uma glândula de veneno conectada a um mecanismo de disparo de sua rádula, em formato de arpão, dotada de neurotoxinas que podem levar ao óbito. Como as presas destas espécies são normalmente mais rápidas, geralmente constituídas por peixes, tais criaturas desenvolveram um poderoso veneno que pode matá-las ou paralisá-las instantaneamente. No caso de Conus regius, espécie não-ictiófaga, sua manipulação indevida, com o animal, ocasionando em ataque, pode provocar sensação de coceira, seguida por formigamento e dormência; podendo se estender por todo o membro e, posteriormente, com leve dificuldade para a movimentação do mesmo, sem sensação de dor ou qualquer fenômeno sistêmico e sem deixar sequelas. Um composto químico desta espécie, o Rg1A, foi testado como analgésico, com bons resultados.

## Descrição da concha
Conus regius possui uma concha cônica, grande e sólida, não muito pesada, com uma espiral de 6 a 8 voltas, muito baixa e dotada de calosidades; com no máximo 7.5 a 8 centímetros de comprimento. Sua superfície é decorada, em sua última volta, com duas faixas irregulares, grossas e castanhas a castanho-avermelhadas, salpicadas com manchas brancas difusas. Alguns espécimes apresentam-se de coloração amarela, recebendo a denominação de citrinus (Conus citrinus Gmelin, 1791). A abertura é estreita e alongada, com lábio externo fino. Seu perióstraco é fino e seu opérculo é córneo, com um pequeno núcleo apical.

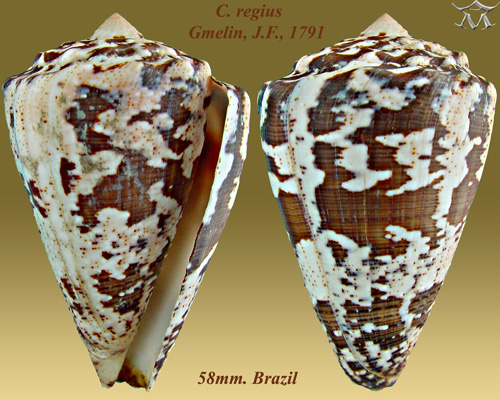
Fotografia com duas vistas de uma concha de C. regius Linnaeus, 1758.

## Habitat, distribuição, oviposição
Esta espécie é encontrada espalhada no Atlântico Ocidental tropical, no sul da Flórida e sul do Golfo do México, em Quintana Roo (México), Florida Keys, Dry Tortugas e Mar do Caribe (Honduras, Costa Rica, Panamá, arquipélago de Los Roques, Cuba, Jamaica, Porto Rico, Ilhas Virgens e Barbados); indo do noroeste da América do Sul (Colômbia e Venezuela) até a costa do estado de São Paulo, Brasil; incluindo Pará, Maranhão, Piauí, Ceará, Rio Grande do Norte, Paraíba, Pernambuco, Alagoas, Sergipe, Bahia, Espírito Santo, Rio de Janeiro e as ilhas de Fernando de Noronha, Atol das Rocas, Trindade e Martim Vaz, a pouca profundidade, nos arrecifes da zona entremarés e em fundos rochosos de cascalho e de algas calcárias, da zona nerítica até os 95 metros. É uma espécie carnívora, que se alimenta de vermes Polychaeta, imobilizando suas presas com sua rádula, como um arpão, e empregando conotoxinas para atordoá-las. Esta espécie coloca cápsulas semitransparentes, mais altas do que largas, contendo ovos; arranjadas em fileiras curtas e irregulares, na zona entremarés.

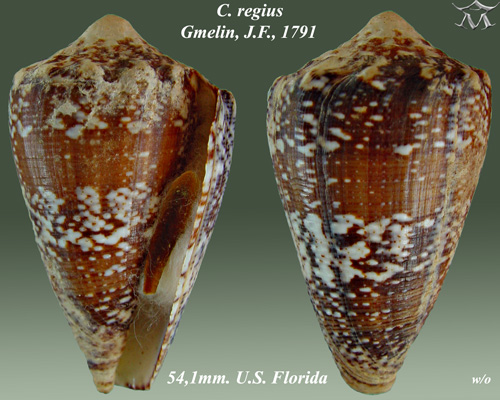
Fotografia com duas vistas de uma concha de C. regius Linnaeus, 1758.